# DONNA
DONNA（ダナ）は男女4人のMCによって構成される日本のダンスホールレゲエユニットである。2004年の結成以来、東京や横浜のクラブイベントを中心にライブ活動を行う。

## 概要・来歴
DONNAを中心にKOMA2、マイクダイからなる3MC。ビートの強いトラックにまくしたてるようなフロウで煽りまくるスタイルの中にDONNAの主張でもある「追い込まれた時の美しい笑顔！」をコンセプトに、パンチの効いたフックを常にかましている。 そんな中にも女性的なフロウとメロディーをおりまぜ新しい形のワビサビを提案し続ける。 東京、横浜を活動拠点としヴァイブスを撒き散らしている。 
- 2004年からそれぞれの活動を経てマイクダイとDONNAによりDONNAを結成。
- 2005年に横浜でピンで活動していたKOMA2が加入。
- 2006年にはライブDJとして横浜界隈でピンで活動していたらりっちが加入。
- 2006年4月5日に待望のファーストミニアルバム「踊ladies」をリリース。
- 2007年9月12日ミニアルバム「宴Lovers」をリリース。
- 2007年11月DANCEHALL PREMIER presents REGGAE MILLION IV【V/A】コンピ参加。
- 2007年11月LOVERS COVERS J-POP　ポニーキャニオン　DONNA of DONNAが参加。
- 2008年7月9日「ROCK　BABY」MIC-DAI RECORDSリリース。
- 2009年7月29日「Miss Tequila」MIC-DAI RECORDSリリース。
- 2010年8月23日メインボーカルのDONNAが事故死のため活動停止。

## メンバー
- DONNA（ダナ）
- MIC-DAI（マイクダイ）
- KOMA II（コマツー）
- らりっち

## 作品

### アルバム
- 踊Ladies （2006年4月5日）

- ROCK BABY （2008年7月9日）

- Miss Tequila （2009年7月29日）

#### ミニアルバム
- 宴Lovers （2007年9月12日）

#### オムニバス参加アルバム
- DANCEHALL PREMIER presents REGGAE MILLION IV （2007年11月）